# Ophiocordycipitaceae
Ophiocordycipitacées
Famille
Les Ophiocordycipitaceae sont une famille de champignons de l'ordre des Hypocreales. Ce sont des parasites de champignons ou de certains insectes. Ils forment un clade naturel. Ils ont des périthèces formés dans des stromas ascogènes brun sombre à vert olivâtre souvent stipités. Les stromas sont connectés directement sur l'hôte ou par l'intermédiaire d'un rhyzomorphe. Les ascospores sont filiformes avec une tendance à se désarticuler.
Les genres Elaphocordyceps et Ophiocordyceps sont des parasites de champignons ou d'insectes.
Il existe également des genres anamorphes : Tolypocladium, Hirsutella et quelques apparentés Verticillium et Hymenostilbe.

## Liste des genres
- Cordycepioideus Stifler
- Drechmeria W. Gams & H.B. Jansson
- Hantamomyces Crous
- Harposporium Lohde
- Hirsutella Pat.
- Hymenostilbe Petch
- Ophiocordyceps Petch
- Paraisaria Samson & B.L. Brady
- Perennicordyceps Matočec & I. Kušan
- Pleurocordyceps Y.J. Yao, Y.H. Wang, S. Ban, W.J. Wang, Yi Li, Ke Wang & P.M. Kirk
- Polycephalomyces Kobayasi
- Purpureocillium Luangsa-ard, Hywel-Jones, Houbraken & Samson
- Tolypocladium W. Gams